# Ludwig Sauerhöfer
Ludwig Sauerhöfer (* 5. März 1883 in Ludwigshafen; † 15. Oktober 1914 in Apremont-la-Forêt, Frankreich) war ein deutscher Ringer.

## Karriere
Ludwig Sauerhöfer nahm an den Olympischen Sommerspielen 1912 in Stockholm in der Klasse bis 67,5 kg im griechisch-römischen Stil teil. Sauerhöfer starb während des Ersten Weltkriegs in Apremont-la-Forêt.